# چمنزار سیلابی

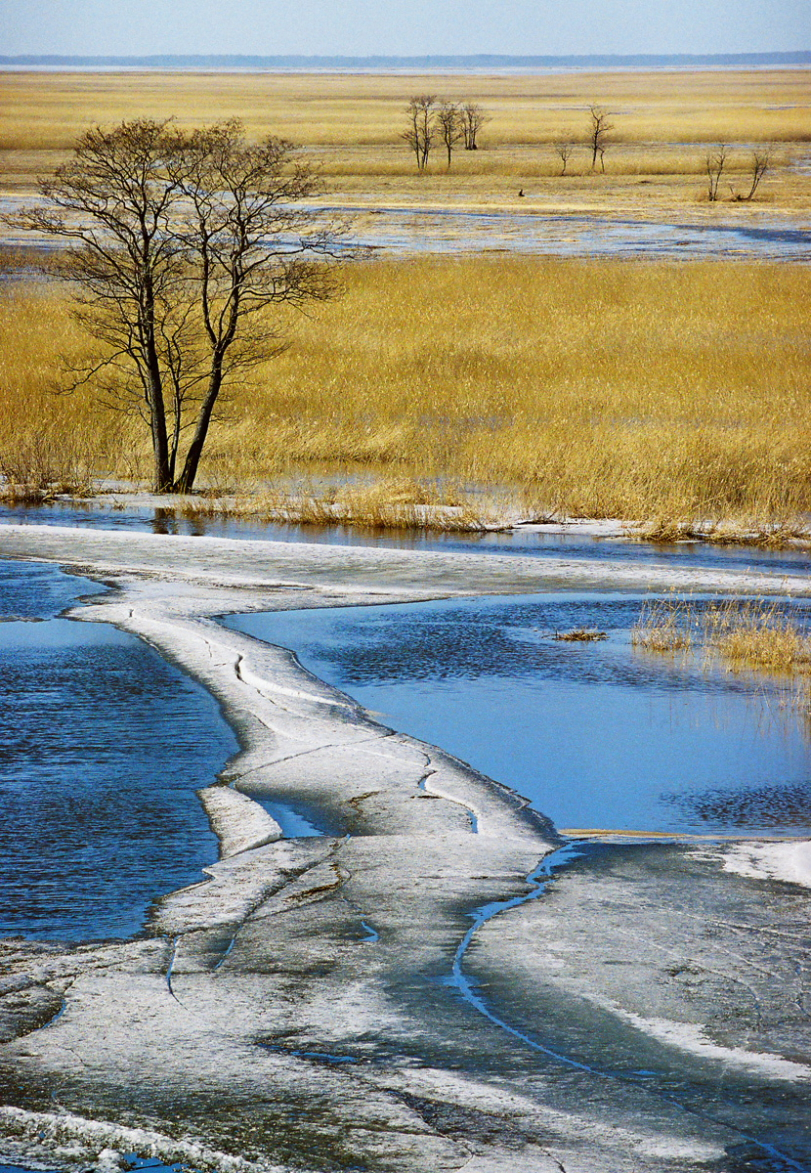
چمنزار سیلابی کساری در اوایل بهار. پارک ملی ماتسالو، استونی

چمنزار سیلابی (به انگلیسی: Flood-meadow)، منطقه‌ای از چمنزار یا مرتع در کنار رودخانه است که در معرض سیلابهای فصلی است. چمنزارهای سیلابی از این جهت متمایز از مراتع آبی هستند که دومی‌ها به‌طور مصنوعی، با کنترل سیل به صورت فصلی و حتی روزانه ایجاد و نگهداری می‌شوند.

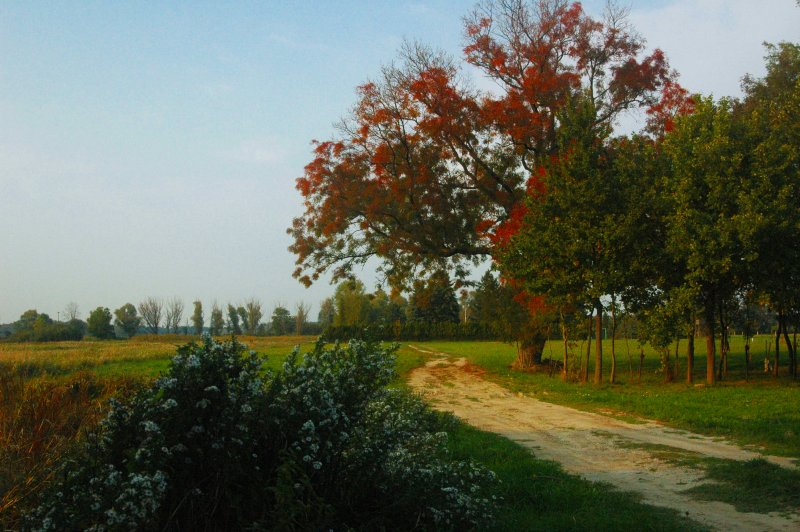
چمنزار سیلابی در نزدیکی هوهناو آندر مارس